# Jewel of the Seas
El Jewel of the Seas es un crucero de la clase Radiance operado por Royal Caribbean International (RCI). El barco se terminó en la primavera de 2004 e inició su viaje inaugural en mayo de ese año. En abril de 2016, el Jewel of the Seas completó una remodelación por valor de 20 millones de libras.